# 나이지리아의 지리
나이지리아는 아프리카 대륙의 중서부에 위치하며 세계에서 32번째로 큰 나라이다. 가장 높은 곳은 차팔 와디로서 해발 2,419 m에 달한다.
남부지방은 해안을 끼고 있어 해변이 나타나며 열대우림도 나타난다. 중부와 남서부 지역에는 사바나 기후가 나타나기도 한다. 북쪽에는 사하라 사막이 뻗쳐있다. 나이저강이 가장 주요한 강이며 세계에서 가장 큰 강 삼각지인 나이저 삼가지가 나타나기도 한다.

## 지세
베누에강과 나이저강이 가장 주요한 지세를 이루는 곳인데 계곡 지형도 강 곳곳에 나타난다. 평원이 북쪽 계곡 지대에 나타나기도 한다. 남서쪽의 나이저강에는 병풍을 이루는 듯한 고지대가 나타나며 카메룬과 국경을 접하는 곳으로 통하기도 한다.

## 식생
숲과 사바나, 저산대 지역으로 나눠볼 수 있다. 저산대 지역이 가장 희귀한 지역으로서 카메룬과의 국경 지대에 나타나는데 저산대 지역 내에서도 숲과 사바나의 특징이 나타난다.
숲지대는 남쪽 지역이며 염수 늪지로 알려져 있다. 반면에 북쪽의 늪지는 민물로 이뤄져 있으며 다양한 생물군을 이룬다. 사바나 지역에서는 수단 사바나, 사헬 지대 사바나, 기니 사바나로 나뉜다. 기니 사바나의 경우 키가 큰 관목이 있고 나무가 무상하다. 수단 사바나 지역은 더 크기가 작지만 키가 더 작은 관록군이 나타난다. 사헬 지대에서는 래와 작은 풀이 나타나며 북동쪽에 있다.

## 천연 자원
나이지리아는 자원이 아주 풍부한 곳이다. 산유국일 뿐인 아니라 청동, 석회암, 납, 아연, 천연가스, 수력 전기 등도 풍부하게 생산된다.
1993년 측정된 자료에 따르면 전체 국토의 33%가 경작지로 이용 가능하다. 전체 면적 중에서 거의 10,000 km2에 달하는 지역이 현재 목축업을 비롯한 농업 용지로 쓰이고 있다.